# Las Vegas Sting
Die Las Vegas Sting waren ein Arena-Football-Team aus Las Vegas, Nevada, das in der Arena Football League (AFL) spielte. Ihre Heimspiele trugen sie im MGM Grand Garden Arena aus.

## Geschichte
Die Sting wurden 1994 gegründet und starteten in der AFL. Nach ihrem Umzug 1996 nach Anaheim, nannte sich das Team Anaheim Piranhas.
Ihr größter Erfolg war der Playoffeinzug 1994.

### Saison 1994–1995 (AFL)
Im ersten Jahr zogen die Sting mit 5 Siegen und 7 Niederlagen in die Playoffs ein, dort unterlag man aber gegen die Albany Firebirds mit 30:49. Im Jahr 1995 reichte ein ausgeglichener Record von 6 Siegen zu 6 Niederlagen nicht, um an der Postseason teilzunehmen.
Nach der Saison 1995 wurde bekannt, dass die Sting nach Anaheim umziehen würden und fortan unter dem Namen Anaheim Piranhas spielen würden.

## Zuschauerentwicklung
| Jahr | Zuschauerdurchschnitt |
| ---- | --------------------- |
| 1994 | 6.413                 |
| 1995 | 5.053                 |

## Stadion
Die Heimat der Sting war die MGM Grand Garden Arena. Das Stadion bot Platz für 17.157 Zuschauer.